# Filippo Rinaldi
Filippo Rinaldi ( Lu Monferrato, 28 mei 1856 – Turijn, 5 december 1931) was een Italiaanse salesiaanse priester, zalig verklaard door de katholieke kerk. Hij wordt gevierd op 5 december. 

## Biografie
Als vroom kind, opgevoed door de salesianen in Piemonte,  ontmoette Filippo Rinaldi Don Bosco, die hem zijn roeping opwekte. Na het overwinnen van psychische problemen, was hij een novice op twintigjarige leeftijd en werd hij nadien priester. Hij woonde en werkte eerst in de schaduw van Don Bosco. In 1889 werd hij naar Spanje gestuurd, waar hij de Salesiaanse stichtingen ontwikkelde. 
Filippo Rinaldi keerde terug naar Italië en had grote verantwoordelijkheden binnen de congregatie, terwijl hij ook in actief bleef in het  apostolaat in het veld, met name door te biecht te horen. Goed vertrouwd met de vrouwelijke ziel en charisma steunde hij de stichting van het  seculiere instituut van de ijveraarsters van Maria Hulp der Christenen, later bekend als Vrijwilligers van Don Bosco. 
Het grote verlangen van Filippo Rinaldi was om de salesiaanse pedagogiek toe te passen en over te dragen. In 1922 werd hij, als derde opvolger van Don Bosco, de algemene overste van de congregatie. Hij gaf hem een sterke impuls aan de groei van de congregatie, vooral door veel Salesianen naar de missies te sturen. 
Hij stierf op 75-jarige leeftijd en ligt begraven in de crypte van de Basiliek Maria Hulp der Christenen te Turijn. 
Filippo Rinaldi werd zalig verklaard door paus Johannes Paulus II  29 april 1990. 